# Requiem (Weinberg)
Pour les articles homonymes, voir Requiem (homonymie).
Le Requiem opus 96 est un Requiem profane de Mieczyslaw Weinberg. Composé entre 1965 et 1967, il s'appuie sur des textes d'auteurs modernes qui dénoncent la guerre et le militarisme, et ayant « une inclinaison vers l'écologie ». Il fut créé le 21 novembre 2009 par le chœur et l'Orchestre philharmonique royal de Liverpool dirigé par Thomas Sanderling.

## Analyse de l'œuvre
L'œuvre a pour épigraphe un poème de quatre vers d'Alexandre Trifonovitch Tvardovski.
Les six mouvements de l'œuvre sont les suivants :
- Le pain et le fer, court poème du poète soviétique Dmitri Kedrin (1907-1945), écrit le 7 avril 1942 ;
- Et ensuite, texte du poète espagnol Federico García Lorca (1898-1936) ;
- There Will Come Soft Rains, poème de 12 vers de la poétesse américaine Sara Teasdale ;
- Hiroshima, stances de cinq lignes, texte de Munetoshi Fukugawa (1921-2008) ;
- Les gens marchaient...  texte de Federico García Lorca ;
- Sème la graine, texte de Michel Doudine (1916-1994).

Le quatrième mouvement est une révision de la cantate Hiroshima op. 92 de Weinberg.